# Dijon FCO
Dijon Football Côte d'Or är en fransk fotbollsklubb från Dijon. Hemmamatcherna spelas på Stade Gaston Gérard.

## Spelare

### Truppen 2023/2024
| Nr | Land            | Pos | Namn              |
| -- | --------------- | --- | ----------------- |
| 1  | Frankrike       | MV  | Lenny Montfort    |
| 2  | Burkina Faso    | F   | Adama Fofana      |
| 3  | Frankrike       | F   | Daniel Congré     |
| 5  | Kamerun         | F   | Arnold Temanfo    |
| 6  | Frankrike       | MF  | Rayan Souici      |
| 7  | Elfenbenskusten | A   | Roger Assalé      |
| 8  | Frankrike       | A   | Kévin Schur       |
| 11 | Frankrike       | A   | Walid Nassi       |
| 13 | Frankrike       | F   | Souleymane Cissé  |
| 14 | Frankrike       | MF  | Jordan Marié      |
| 15 | Frankrike       | MF  | Rayane El Khamali |
| 16 | Benin           | MV  | Saturnin Allagbé  |
| 17 | Frankrike       | MF  | Yanis Chahid      |

| Nr | Land          | Pos | Namn                               |
| -- | ------------- | --- | ---------------------------------- |
| 19 | Guinea-Bissau | A   | Joseph Mendes                      |
| 20 | Frankrike     | MF  | Zakaria Fdaouch                    |
| 21 | Tunisien      | A   | Mohamed Ben Fredj                  |
| 22 | Frankrike     | A   | Kader N'Chobi                      |
| 23 | Frankrike     | F   | Cédric Makutungu                   |
| 25 | Guadeloupe    | MF  | Zoran Moco                         |
| 27 | Mali          | F   | Cheick Traoré                      |
| 28 | Frankrike     | MF  | Bryan Soumaré                      |
| 29 | Kamerun       | MF  | Loïc Etoga                         |
| 33 | Burkina Faso  | A   | Cyriaque Irié                      |
| 34 | Frankrike     | F   | Zakaria Ariss                      |
| 35 | Frankrike     | F   | Axel Drouhin                       |
| 40 | Frankrike     | MV  | Robin Risser (lån från Strasbourg) |